# 어니 허드슨
어니 허드슨(Ernie Hudson, 1945년 12월 17일 ~ )은 미국의 배우, 극작가, 제작자이다.

## 출연 작품

### 영화
- 옥타곤 (1980)
- 재즈 싱어 (1980)
- 환상의 듀엣 (1983)
- 고스트버스터즈 (1984) - 윈스턴 제드모어 역
  - 고스트버스터즈 2 (1989)
  - 고스트버스터즈 (2016)
  - 고스트버스터즈 라이즈 (2021)
  - 고스트버스터즈: 오싹한 뉴욕 (2024)
- 레비아탄 (1989)
- 요람을 흔드는 손 (1992)
- 크로우 (1994)
- 압솔롬 탈출 (1994)
- 에어헤드 (1994)
- 스피치리스 (1994)
- 바스켓볼 다이어리 (1995)
- 콩고 (1995)
- 백색지대 (1996)
- 미스터 마구 (1997)
- 왓쳐 (2000)
- 미스 에이전트 (2000) - FBI 총관 해리 맥도널드 역
  - 미스 에이전트 2 (2005)
- 클리포즈 리얼리 빅 무비 (2004)
- 후드 오브 호러 (2006)
- 드래곤볼 에볼루션 (2009)
- 비버리힐즈 치와와 2 (2011)
- 유아 낫 유 (2014)
- 배트맨: 배드 블러드 (2016)
- 신은 죽지 않았다 2 (2016)

### 텔레비전
- 오즈 (1997-2003)
- 위기의 주부들 (2006-07)
- 미국 십대의 비밀생활 (2008-13)
- 미티어 (2009)
- 트랜스포머 프라임 (2010-13) - 목소리
- 프랭클린 & 배쉬 (2012-14)
- 그레이스 앤 프랭키 (2015-20)
- 퀀텀 리프 (2022-현재)